# Тревор Черрі
Тревор Черрі (англ. Trevor Cherry; 23 лютого 1948, Гаддерсфілд — 29 квітня 2020) — колишній англійський футболіст, що грав на позиції захисника, та футбольний тренер.
Виступав, зокрема, за клуб «Лідс Юнайтед», з яким став чемпіоном Англії, а також національну збірну Англії.

## Клубна кар'єра
Народився 23 лютого 1948 року в місті Гаддерсфілд. Вихованець футбольної школи клубу «Гаддерсфілд Таун». Дорослу футбольну кар'єру розпочав 1965 року в основній команді того ж клубу, в якій провів сім сезонів, взявши участь у 188 матчах чемпіонату. У сезоні 1969/70 допоміг команді зайняти перше місце в Другому дивізіоні і вийти до «еліти», де і дебютував у наступному сезоні. У сезоні 1971/72 клуб зайняв останнє місце в Першому дивізіоні і змушений був понизитись в класі, а Черрі покинув клуб.
Своєю грою за цю команду привернув увагу представників тренерського штабу «Лідс Юнайтед», до складу якого приєднався влітку 1972 року. Відіграв за команду з Лідса наступні десять з половиною сезонів своєї ігрової кар'єри. Більшість часу, проведеного у складі «Лідс Юнайтед», був основним гравцем захисту команди, допомігши у сезоні 1973/74 клубу стати чемпіоном Англії, а також двічі дійти до фіналів єврокубків: у 1973 року — Кубка володарів Кубків, а 1975 — Кубка Європейських чемпіонів.
Завершив професійну ігрову кар'єру у клубі «Бредфорд Сіті», що виступав у Третьому дивізіоні, у якій протягом 1982—1985 років був граючим тренером.

## Виступи за збірні
1977 року залучався до складу молодіжної збірної Англії. На молодіжному рівні зіграв у 1 офіційному матчі.
24 березня 1976 року дебютував в офіційних іграї у складі національної збірної Англії в товариському матчі проти збірної Уельсу.
У складі збірної був учасником чемпіонату Європи 1980 року в Італії, на якому зіграв лише в одному матчі проти Іспанії, який англійці виграли, але не змогли вийти з групи. Після цього матчу до складу збірної більше не викликався.
Протягом кар'єри у національній команді, яка тривала 5 років, провів у формі головної команди країни 27 матчів.

## Кар'єра тренера
Розпочав тренерську кар'єру 1982 року, ставши граючим тренером «Бредфорд Сіті», з яким у сезоні 1984/85 виграв Третій дивізіон і підвищився у класі. З наступного сезону перестав виходити на поле, ставши повноцінним менеджером команди. 5 січня 1987 року, після нічиї 0:0 з «Бірмінгем Сіті», клуб опустився в зону вильоту і наприкінці того місяця Черрі був звільнений з посади. Після цього Тревор відмовився від подальшої роботи менеджера.

## Досягнення
- Чемпіон Англії: 1973–74
- Фіналіст Кубка Європейських чемпіонів: 1974–75
- Фіналіст Кубка володарів Кубків: 1972–73